# Директива про батареї
Директи́ва про батаре́ї — нормативно-правовий акт Європейської Унії, який регулює виробництво та утилізацію батарейок у Європейській Унії з метою «покращення екологічних характеристик батарейок та акумуляторів».
Батарейки зазвичай містять небезпечні елементи, такі як ртуть, кадмій та свинець, які при спалюванні або захороненні на сміттєзвалищах становлять ризик для навколишнього середовища та здоров'я людини.
Директива № 91/157/ЄЕС була прийнята 18 березня 1991 року для зменшення цих небезпек шляхом гармонізації законодавства держав-членів щодо утилізації та переробки батарейок, що містять небезпечні речовини. Директива № 2006/66/ЄС скасувала Директиву 91/157/ЄЕС та
- встановила максимальні кількості певних хімічних речовин та металів у певних батареях,[4]
- доручає державам-членам заохочувати покращення екологічних показників акумуляторів,[4]
- вимагає належного управління відходами цих батарейок, включаючи переробку, збір, програми «повернення» та утилізацію,[4]
- встановлює норми збору відпрацьованих батарейок,[4]
- встановлює фінансову відповідальність за програми,[4]
- та встановлює правила, що охоплюють більшість етапів цього законодавства, включаючи маркування,[4] маркування, документація, огляди,[4] та інші адміністративні та процедурні питання.

Директиву № 2006/66/ЄС було змінено Директивою № 2013/56/ЄУ від 20 листопада 2013 року щодо розміщення на ринку портативних батарей та акумуляторів, що містять кадмій, призначених для використання в бездротових електроінструментах, а також ґудзикових елементів живлення з низьким вмістом ртуті, та про скасування Рішення Комісії № 2009/603/ЄС.

## Історичні дані

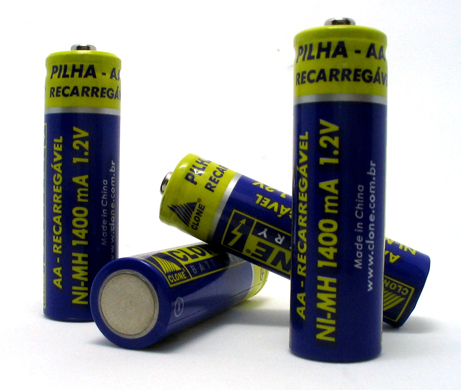
Нікель-метал-гідридні акумулятори

18 травня 1991 Європейська рада ухвалила Директиву 91/157/ЄЕС, що стала першим на території ЄС офіційним документом, задача якого полягає в керуванні процесами зберігання й утилізації батарейок і акумуляторів, серед яких автомобільні, свинцево-кислотні, лужні, нікелево-кадмієві, літієві, ртутні та ін. Директивою були встановлені чималі обмеження стосовно вмісту шкідливих для здоров'я людей та довкілля хімічних речовин. Однак у процесі виконання положень директиви мали місце значні проблеми, внаслідок чого незабаром постало питання перегляду документу. Перші консультації, присвячені цьому питанню, розпочалися в 1997, у січні 2003 стартував переговорний процес, який завершився в червні-липні того ж року прийняттям Директиви 2003/0282/COD (англ. Council Directive 2003/0282/COD). Документ, покликаний звести до мінімуму негативний вплив використаних гальванічних елементів на довкілля, став своєрідним компромісом з одного боку — між виробниками й дистриб'юторами та з іншого — прибічниками чистоти довкілля.
6 вересня 2006 Європарламент та Європейська рада прийняли Директиву 2006/66/ЄС, яка зобов'язала країн-членів ЄС за два роки створити відповідні нормативно-правові бази для управління процесами збору та утилізації гальванічних елементів. Документ набрав чинності 26 вересня 2006.

## Мета
Задачами Директиви 2006/66/ЄС є встановлення та контроль максимальних граничних показників вмісту небезпечних для людей та довкілля елементів, в першу чергу таких, як ртуть, кадмій та свинець, запровадження фінансової відповідальності в ході виконання програм утилізації, вдосконалення методів захоронення, зберігання та переробки відходів, а також встановлення правил маркування, ведення документації тощо. Директива забороняє продаж на європейських ринках батарейок і акумуляторів, вміст ртуті в яких перевищує 0,0005%, а кадмію — 0,002% від маси. Вміст свинцю не зазнає суворих обмежень, хоча для нього також встановлено ліміт, якого бажано дотримуватися, — 0,004%. Виняток становлять батарейки малих розмірів для годинників — вміст ртуті в таких елементах не повинен перевищувати 2% від маси. Директива також зобов'язує виробників ставити спеціальні позначки на батарейках, які вказують на наявність свинцю (особливо якщо вміст його становить більш ніж 0,004%), ртуті або кадмію. Преамбула Директиви забороняє викидати на сміттєзвалища автомобільні акумулятори.
Директива також сприяє зниженню концентрації важких металів у гальванічних елементах та заохочує до використання менш токсичних речовин у виробництві батарейок і акумуляторів. Також, згідно з документом, кожен покупець має бути проінформованим про шкоду, якої може завдати недбале зберігання старих батарейок.

## Схожі закони
У 1996 в США був прийнятий закон, який повністю забороняє продаж батарейок, що містять ртуть (виняток становлять батарейки малого розміру для годинників). У штаті Каліфорнія та Нью-Йорку вимагається обов'язкова утилізація акумуляторів, а в штаті Мен — переробка мобільних телефонів.
У Європі також є закони, подібні до Директиви 2006/66/ЄС, — це директива RoHS (обмежує вміст шкідливих речовин), Директива щодо відпрацьованого електричного й електронного обладнання, або Директива WEEE (англ. Waste Electrical and Electronic Equipment Directive) та Директива REACH (англ. Registration, Evaluation, Authorisation and Restriction of Chemicals), метою якої є регламент та контроль за використанням хімічних речовин.
З 2013 на території країн-членів ЄС діє Директива 2013/56/EU (англ. Directive 2013/56/EU), що являє собою доповнений варіант Директиви 2006/66/ЄС. Даний документ, на відміну від Директиви 2006 року, розповсюджує максимальний граничний показник вмісту ртуті для стандартних батарейок (0,0005%) також на батарейки малого розміру для годинників (як відомо, попередня Директива встановила двохвідсотковий показник вмісту ртуті для годинникових батарейок). 1 жовтня 2015 ці зміни мають набути чинності.